# Matthias Potthoff
Matthias Potthoff (* 26. Oktober 1987 in Schwerte) ist ein ehemaliger deutscher Eishockeyspieler, der unter anderem in drei Spielzeiten für die Iserlohn Roosters in der Deutschen Eishockey Liga (DEL) zum Einsatz kam, den Großteil seiner Karriere aber in der Oberliga und Regionalliga verbrachte.

## Karriere
Matthias Potthoff begann mit dem Eishockey rund 20 Kilometer von seinem Geburtsort Schwerte in Iserlohn. Seit 1993 erst beim ECD Sauerland, ab 1994 dann bei seinem Nachfolgeverein Iserlohner EC. 1996 wechselte er zum KJEC Unna. Ab der Folgesaison lief der gelernte Stürmer dann für den EHC Dortmund auf. Nach vier Jahren in Dortmund wechselte er 2001 erneut den Club. In der Debütsaison bei den Kölner Junghaien spielte er noch in der Schüler-Bundesliga, in den nächsten drei Spielzeiten lief er dann in der Deutschen Nachwuchsliga auf. Sowohl 2003, als auch 2004, als viertbester Scorer der Junghaie, gewann er mit dem DNL-Team die Vizemeisterschaft. Im Jahr 2005 schied das Team im Play-off-Viertelfinale gegen die Eisbären Berlin aus.
Seit 2005 spielt der Stürmer wieder für die Iserlohn Roosters, kam als Förderlizenzspieler in der ersten Saison aber vor allem beim Kooperationspartner der Sauerländer, den Revierlöwen Oberhausen, zum Einsatz. In Iserlohn besuchte er zudem das Iserlohner Eishockeyinternat, wo er später auch sein Abitur machte. Unter dem neuen Trainer Geoff Ward entwickelte sich Potthoff 2006 in einer Reihe mit Martin Schymainski und Alexej Dmitriev zum Stammspieler in der DEL. Ende des Jahres wurde er zudem in die deutsche U20-Nationalmannschaft berufen, für die er bei der U20-Weltmeisterschaft in Schweden aber kein Tor erzielen konnte.
Die Saison 2007/08 verlief für Potthoff weniger erfolgreich als noch ein Jahr zuvor. Er hatte mit einem Plus/Minus-Wert von −17 den schlechtesten Wert des Teams und bekam unter dem neuen Trainer Rick Adduono auch nur noch selten Spielzeit. Zum Ende der Saison wurde sein Vertrag nicht verlängert. Im Juli 2008 gab der Verein EHC Dortmund in einer Pressemitteilung offiziell bekannt, dass Matthias Potthoff zur Saison 2008/2009 zu den Elchen wechseln wird. Mit dem EHC stieg er nach dem Gewinn der Regionalligameisterschaft in die Oberliga auf. Sein Vertrag in Dortmund wurde im Mai 2009 um ein weiteres Jahr verlängert. Am 25. April 2013 wurde der Wechsel Potthoffs zum Königsborner JEC bekanntgegeben. Dort blieb er allerdings nur ein Spieljahr, in dem er mit der Mannschaft in 40 Ligapartien 35 Niederlagen hinnehmen musste und damit das Tabellenschlusslicht in der Oberliga West bildete.
Der Flügelspieler wechselte innerhalb der Liga zu Lippe-Hockey-Hamm, wo er in der Saison 2011/12 in allen 22 Vorrunden- und 14 Qualifikationsrundenspielen seiner Mannschaft zum Einsatz kam. In der Finalserie um die Qualifikation für den DEB-Pokal 2012/13 schied Potthoff mit den Eisbären gegen seinen Ex-Klub aus Königsborn aus. Im April 2012 wurde Potthoffs auslaufender Vertrag um ein weiteres Jahr verlängert. Für die Saison 2012/13 blieb der gebürtige Schwerter weiterhin als Stammspieler im Kader und wurde erneut in allen 36 Ligapartien seines Teams eingesetzt. Noch während der laufenden Endrunde wurde der Vertrag des Stürmers wieder um ein Jahr verlängert. In der Spielzeit 2013/14 war Potthoff somit weiter als Stammkraft im Einsatz.
Nach zwei Jahren bei den Eisadler Dortmund und einer Saison bei den Ratinger Ice Aliens, jeweils in der Regionalliga, legte Potthoff eine mehrjährige Pause ein. 2021 feierte er für die Eisadler sein Comeback, bevor er 2023 seine Karriere endgültig beendete. Seitdem ist er als Sportlicher Leiter des Clubs tätig.

## Erfolge und Auszeichnungen
- 2003 DNL-Vizemeister mit den Kölner Junghaien
- 2004 DNL-Vizemeister mit den Kölner Junghaien
- 2009 Meisterschaft in der Regionalliga mit dem EHC Dortmund

## Karrierestatistik

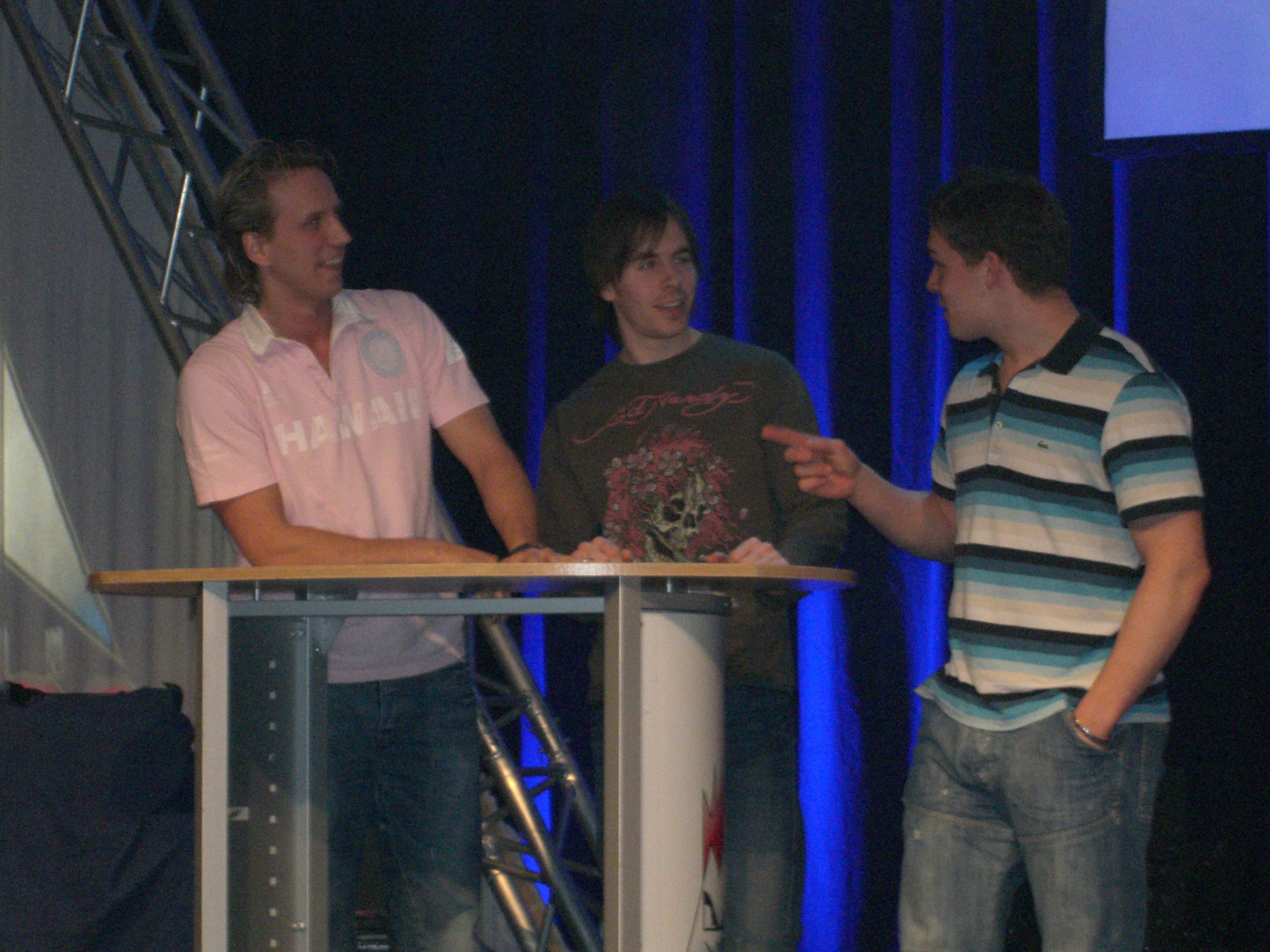
Matthias Potthoff (r.) mit Nico Pyka (l.) und Collin Danielsmeier (Mitte) bei der Saison-Abschlussfeier 2007

### International
Vertrat Deutschland bei:
- World U-17 Hockey Challenge 2004
- U20-Junioren-Weltmeisterschaft 2007

(Legende zur Spielerstatistik: Sp oder GP = absolvierte Spiele; T oder G = erzielte Tore; V oder A = erzielte Assists; Pkt oder Pts = erzielte Scorerpunkte; SM oder PIM = erhaltene Strafminuten; +/− = Plus/Minus-Bilanz; PP = erzielte Überzahltore; SH = erzielte Unterzahltore; GW = erzielte Siegtore; 1 Play-downs/Relegation; Kursiv: Statistik nicht vollständig)